# Amathimysis polita
Amathimysis polita is een aasgarnalensoort uit de familie van de Mysidae. De wetenschappelijke naam van de soort is voor het eerst geldig gepubliceerd in 1974 door Brattegard.